# Anthophila fabriciana
Anthophila fabriciana là một loài bướm đêm thuộc họ Choreutidae. Nó được tìm thấy ở the Palearctic ecozone.
Sải cánh dài 10–15 mm. Con trưởng thành bay từ tháng 5 đến tháng 10 tùy theo địa điểm.
Ấu trùng ăn Nettle và Parietaria.

## Hình ảnh

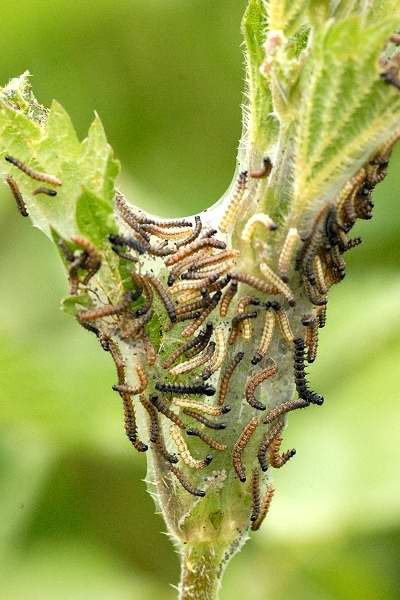
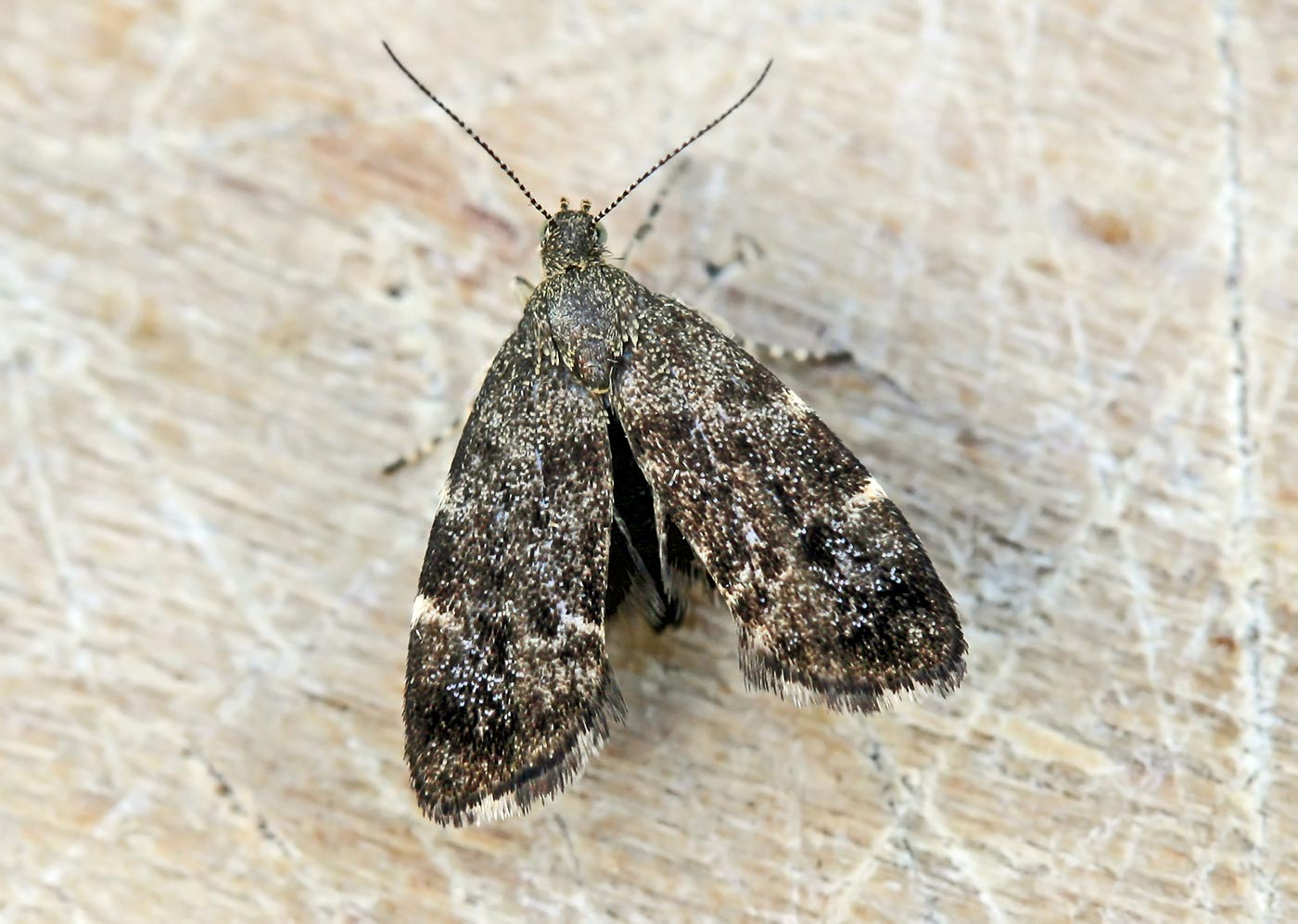
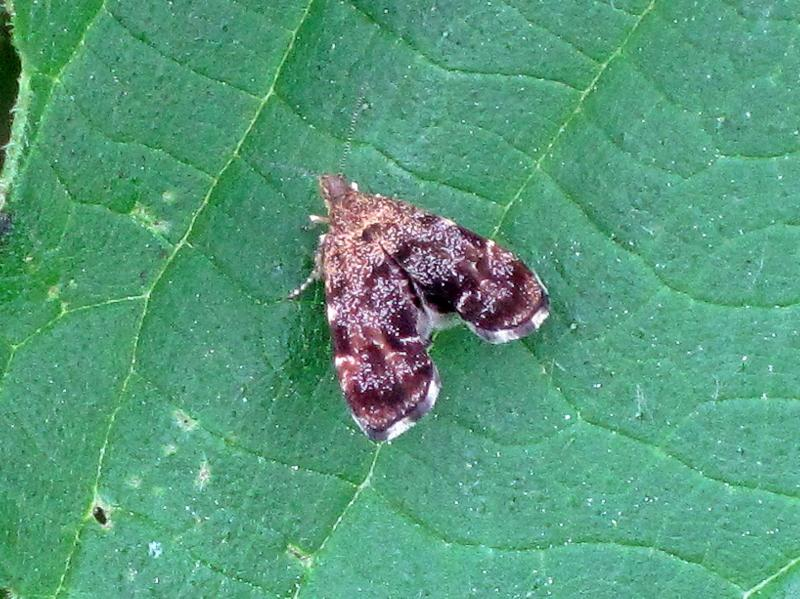
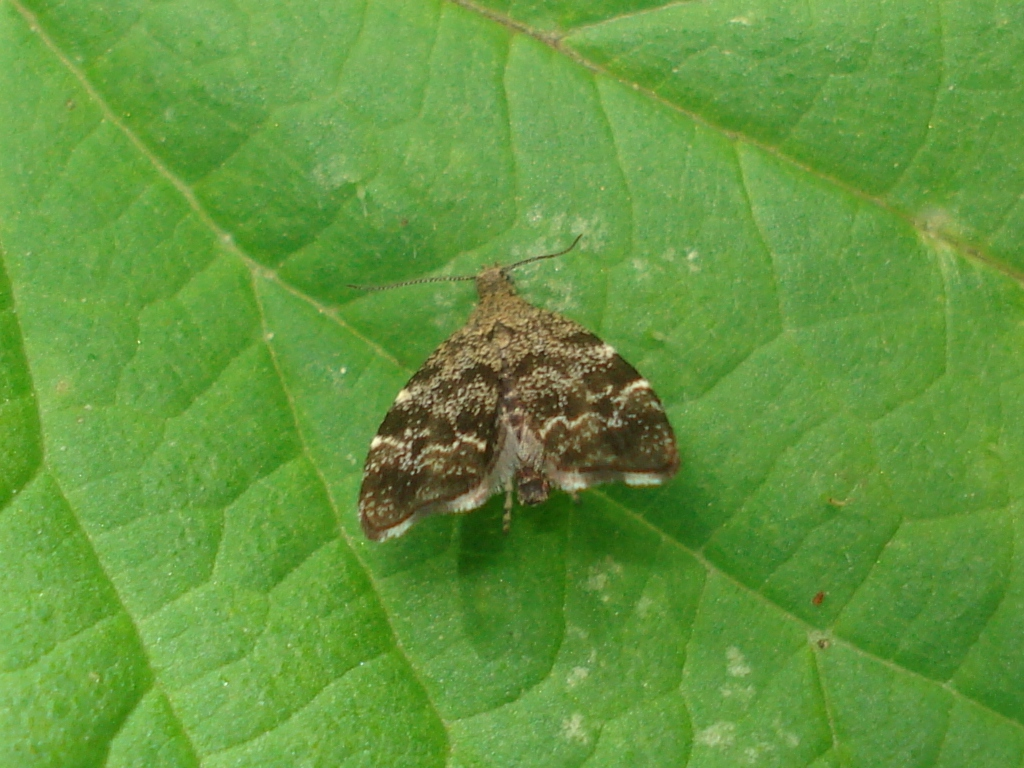